# Climent Garau Arbona
Climent Garau Arbona   (Palma, 1924 - Bunyola, 29 d'agost de 2015) fou un farmacèutic i polític mallorquí.
Fou president de l'Obra Cultural Balear del 1970 al 1976. Fundà el partit Aliança Nacional Mallorquina (ANAM) el 1975 i el Grup Autonomista i Socialista de les Illes el 1976. Després, s'incorporà al Partit Nacionalista de Mallorca i a la Unió Autonomista, del qual en fou el candidat a les eleccions generals espanyoles de 1977. Finalment, s'afilià al PSM, on també es presentà a les eleccions generals espanyoles de 1982. En cap de les dues ocasions sortí elegit.
El 1985 fundà el Grup Blanquerna, entitat dedicada a l'estudi de la realitat cultural i nacional de Mallorca. Fou premiat per la Fundació Lluís Carulla amb el Premi d'Actuació Cívica el 1989, amb el Premi Ramon Llull del Govern Balear el 2000 i amb la Creu de Sant Jordi de la Generalitat de Catalunya el 2003.
L'any 2007 va ser guardonat amb el Premi Memorial Jaume Rafart Massot, premi que concedeix l'Opinió Catalana per la tasca desinteressada al servei del catalanisme social i polític.
Va morir a Bunyola el 29 d'agost de 2015 a l'edat de 90 anys.